# 嘉布麗葉·戴斯特雷與她的一位妹妹
《嘉布麗葉·戴斯特雷與她的一位妹妹》（Gabrielle d'Estrées et une de ses sœurs）是一位未知藝術家的繪畫，完成時間為1594年，這幅作品現藏於巴黎羅浮宮，通常被認為是楓丹白露畫派畫家的作品。

## 內容
這幅畫描繪了法國國王亨利四世的情婦嘉百麗·戴斯特雷，她赤身裸體地坐在浴缸裡，手裡拿著一枚戒指。她的妹妹朱利安-伊波利特-約瑟芬·德斯特雷（Julienne-Hyppolite-Joséphine）裸體坐在她旁邊，捏著嘉布麗葉的右乳頭。